# Corts de València (1349)
Les Corts de València de 1349, Corts Generals del regne de València, foren convocades per Pere el Cerimoniós l'11 de desembre de 1348, sols entrar a València després d'haver-hi derrotar la Unió, per al dia 28 de desembre, amb l'objectiu de netejar la legislació foral de tota norma que tornés a possibilitar un conflicte semblant, al mateix temps que s'iniciava la repressió contra els principals líders unionistes.
En aquestes Corts es convocaren 11 viles del regne, de les quals acudiren nou, València, Morella, Morvedre, Alzira, Xàtiva, Borriana, Vila-real, Castellfabib i Alpont, i no hi anaren ni Cullera ni Ademús; dels deu membres convocats de l'Església, acudiren set (els bisbes de València i Tortosa, els abats de Benifassà, la Valldigna i Poblet, el comanador de l'orde de l'Hospital a València i el mestre de Montesa), i no hi acudiren ni el bisbe de Sogorb ni els comanadors de Montalbà i Calatrava; i pel braç militar foren convocats 43: l'infant Pere, 20 nobles i 22 cavallers, dels quals no acudiren 8 nobles i 14 cavallers, però si es presentaren i signaren els acords 12 cavallers no citats.
Ordenam e stablim per lo present fur novell emper tostemps que unió o unions, o col·ligació o col·ligacions, empreniment o empreniments, o altres coses semblants a unió o unions, o col·ligació o col·ligacions, per qualque nom poguessen ésser nomenades; així passades com de novell suscitades, o suscitadores, no puguen ésser feytes, attemptades ni suscitades per obra, en la ciutat e regne de València, per los vassalls e hòmens nostres, ni dels altres senyors dels lochs del dit regne, contra nos ni lurs senyors.
Les Corts començaren el dia 3 de gener de 1349, i se celebraren en el convent dels dominics de València. Amb un rerefons marcat per la Unió i la subsegüent repressió, els sis furs publicats el 16 de gener desmuntaven tot el relacionat amb la Unió: sobre l'anul·lació dels dos privilegis que garantien l'aliança de les ciutats reials per a defensar el reialenc i els furs, de 28 de setembre de 1284 i de 22 de setembre de 1286; sobre la prohibició de la possessió dels capítols de la Unió i de les reunions dels oficis; sobre l'anul·lació dels llibres, escriptures, comptes, confiscacions, delegacions judicials, alienacions i contractes produïts pels unionistes, i dels segells i campana que havien fet; sobre la col·ligació amb la Unió aragonesa; sobre l'anul·lació de totes les concessions fetes pel rei durant la revolta; i sobre la revocació d'una sentència feta per l'infant Ferran, com a procurador general, prohibint l'exercici d'oficis i que formassen part del Consell reial a determinades persones.
Iniciades les Corts, els estaments i el rei rebutgen la pretensió d'assistir als representants dels germanastres del rei, els infants Ferran i Joan, i en nom del primer, qui encara es considera el procurador general de la Corona, presenten una protestació, on mantenen la validesa de la Unió i la il·legitimitat de les Corts, per estar convocades en un context de parcialitat i repressió. El rei recusa la protestació i considera vàlida la convocatòria de les Corts, recolzat pels estaments.
Continuades les Corts, el 9 de febrer es publica altre fur sobre la prohibició que els infants, comtes i barons exerciren l'ofici de procurador del regne de València, i aquest càrrec fos ocupat per un cavaller. El 4 d'abril, possiblement la darrera sessió de les Corts, es publicaren altres dos furs, aquests sense relació amb la repressió de la Unió, sobre l'augment del salari dels justícies de la ciutat de València, i sobre la resolució sumària dels plets sobre compravendes realitzades per persones físiques.
Aquestes Corts foren les primeres del regnat de Pere IV on les disposicions aprovades reberen el nom de furs, per quan en les Corts de 1342 havien estat anomenades capítols nous perpetuals.
Una vegada finalitzades les Corts el rei continua la política repressiva contra la ciutat de València, pel seu paper en la Unió. El 6 de maig reforma o anul·la 20 privilegis, atorgats entre 1250 i 1336, que afectaven a la independència política del municipi i a les competències del Consell municipal i dels oficials reials d'extracció ciutadana, aconseguint la rebaixa de les obligacions polítiques del rei i augmentant la seva capacitat executiva.